# Le Mesnilbus

Le Mesnilbus este o comună în departamentul Manche, Franța. În 1 ianuarie 2018 avea o populație de 344 de locuitori.